# Base aérienne de Pferdsfeld
La base aérienne de Pferdsfeld est une ancienne base aérienne de la Luftwaffe située près de Bad Kreuznach en Allemagne dans le Land de Rhénanie-Palatinat.